# Eonism
Eonism är ett äldre och numera sällan använt ord för transvestitism. Eonism är uppkallat efter den franske äventyraren Charles Éon de Beaumont.
Ordet "eonism" myntades av den brittiske psykologen Havelock Ellis genom en bok, som gavs ut i sju volymer åren 1898-1928, Studies in the Psychology of Sex.
Några andra kända eonister är:
- Isabelle Eberhardt
- James Miranda Berry
- Martha Jane Burke, mera känd som Calamity Jane